# Drancy
Drancy là một xã trong vùng đô thị Paris, thuộc tỉnh Seine-Saint-Denis, vùng hành chính Île-de-France của nước Pháp, có dân số là 62.263 người (thời điểm 1999). Tọa độ địa lý của xã là 48° 55' vĩ độ bắc, 02° 26' kinh độ đông. Drancy nằm trên độ cao trung bình là 46 mét trên mực nước biển, có điểm thấp nhất là 39 mét và điểm cao nhất là 51 mét.

## Thông tin nhân khẩu
| 1954   | 1962   | 1968   | 1975   | 1982   | 1990   | 1999   |
| ------ | ------ | ------ | ------ | ------ | ------ | ------ |
| 50 654 | 65 890 | 68 467 | 64 430 | 60 183 | 60 707 | 62 263 |

## Các thành phố kết nghĩa
- Eisenhüttenstadt, Đức
- Gorée, Sénégal
- Willenhall, Vương quốc Anh

## Địa điểm tham quan
- Lâu đài Ladoucette